# Stazione di Queens Road Peckham
La stazione di Queens Road Peckham è una stazione ferroviaria lungo la South London Line, ubicata nel quartiere di Peckham nel borgo londinese di Southwark.

## Movimento
La stazione è servita dalla linea Windrush della London Overground, erogato da Arriva Rail London per conto di Transport for London.

Oltre a questi, effettuano fermata a Queens Road Peckham i treni regionali di Southern.

## Interscambi
Nelle vicinanze della stazione effettuano fermata alcune linee urbane automobilistiche, gestite da London Buses.
- Fermata autobus